# 萨菲纳图·布哈里
萨菲纳图·布哈里（Safinatu Buhari nee Yusuf，1952年12月11日—2006年1月14日），尼日利亚高原州乔斯人，尼日利亚教育家。1983年至1985年担任尼日利亚第一夫人。她也是穆罕默杜·布哈里第一任妻子。

## 生平
1952年12月11日，萨菲纳图出生于尼日利亚高原州乔斯，父亲是阿尔哈吉·优素福·马尼、母亲是哈吉娅·哈迪扎图·马尼，家族属于尼日利亚北部的富拉尼部落。萨菲纳图幼年在图顿瓦达的小学读书。当拉各斯事务专员穆萨·亚拉杜瓦任命她的父亲为其私人秘书时，她随家人搬至拉各斯州。她在卡齐纳的女教师培训学院就读，并于1971年获得了二级教师证书。她精通伊斯兰教育，并掌握英语和阿拉伯语。
1983年12月31日，随着穆罕默杜·布哈里发动政变成为尼日利亚最高领袖，萨菲纳图·布哈里担任尼日利亚第一夫人，任至1985年8月27日。由于在多丹军营中并没有自己的办公室或随员，她基本不为尼日利亚人所熟知。她远离公众视线，但仍承担着接待来访的第一夫人职责。
2006年1月14日，她因糖尿病并发症去世，享年53岁。

## 家庭
14岁时，萨菲纳图认识穆罕默杜·布哈里，并在18岁时（1971年）两人结婚。他们有5个孩子，即祖莱哈图（早逝）、马加吉亚-法蒂玛、哈迪扎图-纳纳、萨菲纳图-拉米和穆萨（早逝）。当穆罕默德·布哈里的政府被易卜拉欣·巴班吉达推翻后，她带着孩子们迁居到卡杜纳。她的做事风格保持传统简约，这与她的民族血统一脉相承。1988年，两人离婚。